# The Nerve Agents
Il gruppo musicale The Nerve Agents è stato un gruppo hardcore punk statunitense, formato dal batterista Andy Outbreak e dal cantante Eric Ozenne (ex-Redemption 87) ed attivo dal 1998 al 2002.
La loro musica spesso arrabbiata alterna una voce urlata e qualche volta strepitante a melodie distorte ed oppressive, corde ad effetto chorus, linee di basso complesse e percussioni veloci. Il loro stile leggermente dark ricorda quello di Black Flag, The Damned e Youth of Today.

## Carriera
I Nerve Agents iniziarono a farsi conoscere dal pubblico grazie alle esibizioni caotiche, frenetiche e spesso violente, durante le quali sono spesso servite cure mediche a qualche fan o membro del gruppo. Comuni erano anche altri elementi teatrali, quali costumi di scena e l'immancabile eyeliner per gli occhi. In alcune rare occasioni, un membro ospite conosciuto solo con il soprannome di White Owl (gufo bianco, in onore del titolo del primo LP della band) iniziava a correre per il palco vestito con un costume a bende da mummia.
Per quanto riguarda lo scioglimento del gruppo, varie sono state le sue ragioni. Un fonte di tensione, soprattutto per quanto riguardava gli impegni comuni in esibizioni e concerti, è stata l'entrata di Andy Outbreak nei più famosi Distillers di Brody Dalle. Altra causa riconosciuta è stata l'allora imminente nascita della figlia del cantante Eric Ozenne. Il gruppo ha tenuto i suoi ultimi due concerti domenica 30 dicembre 2002, al Pound di San Francisco, insieme ai post-Rancid Lars Frederiksen and the Bastards.
I membri dei Nerve Agents, dopo lo scioglimento del gruppo, hanno suonato in gruppi quali Said Radio, Darker My Love, The Fall, The Frisk, Hudson Criminal, Model American, Fury 66, The Distillers, Redemption 87, Pitch Black, Unit Pride, Shadowboxer e FIVE.

## Formazione
- Sheric D. (Eric Ozenne) - voce (attuale voce dei Said Radio)
- Timmy Stardust (Tim Presley) - chitarra (attuale voce e chitarra dei Darker My Love)
- Zac "The Butcher" Hunter - chitarra dal 2000 al 2002 (attuale chitarra degli Hudson Criminal)
- Dante Sigona - basso e piano (attuale chitarra dei Said Radio)
- Andy Outbreak - batteria
- Kevin Cross - chitarra e basso dal 1998 al 2000 (attuale chitarra dei Pitch Black)

## Discografia

### Album in studio
- 2000 - Days of the White Owl
- 2001 - The Butterfly Collection

### EP
- 1998 - The Nerve Agents

### Compilation
- 2000 - The Way It Should Be... compilation

### Split
- 2000 - The Nerve Agents/Kill Your Idols split

## DVD
- Give 'Em The Boot - presenta un'esibizione live della canzone Evil, cover della band death rock losangelina 45 Grave.